# Troickij (distretto di Mosca)
Troickij, traslitterato anche come Troitskij, in russo Троицкий административный округ?, è un distretto amministrativo della città di Mosca costituito il 1º giugno 2012, a compimento di un programma di ampliamento dei confini amministrativi della città.
Il suo territorio comprende i seguenti insediamenti:
- Novofëdorovskoe (Новофёдоровское) - capoluogo Jakovlevskoe (Яковлевское)
- Pervomajskoe (Первомайское) - capoluogo Ptičnoe (Птичное)
- Kievskij (Киевский) - capoluogo omonimo
- Ščapovskoe (Щаповское) - capoluogo Ščapovo (Щапово)
- Krasnopachorskoe (Краснопахорское) - capoluogo Krasnaja Parcha (Красная Пахра)
- Klënovskoe (Клёновское) - capoluogo Klënovo (Клёново)
- Michajlovo-Jarcevskoe (Михайлово-Ярцевское) - capoluogo Šiškin Les (Шишкин Лес)
- Voronovskoe (Вороновское) - capoluogo LMS (ЛМС)
- Rogovskoe (Роговское) - capoluogo Rogovo (Рогово)
- Troick (Троицк) - capoluogo omonimo